# Roger Bigod, 5. Earl of Norfolk

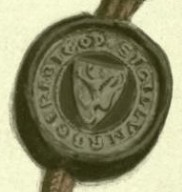
Siegel von Roger Bigod, 5. Earl of Norfolk

Roger Bigod, 5. Earl of Norfolk (* um 1245; † vor 6. Dezember 1306) war ein englischer Magnat und Militär.

## Herkunft und Erbe
Roger Bigod entstammte der anglonormannischen Adelsfamilie Bigod. Er war der älteste Sohn von Hugh Bigod, der von 1258 bis 1260 königlicher Justitiar war, und von dessen Frau Joan de Stuteville, der Erbin der Familie Stuteville. Nach dem Tod seines Vaters 1266 erbte er dessen Grundbesitz, und vier Jahre später erbte er nach dem Tod seines Onkels Roger Bigod, 4. Earl of Norfolk, der kinderlos gestorben war, den Titel Earl of Norfolk und die umfangreichen Ländereien der Familie Bigod. Sein Onkel hatte ihm bereits kurz vor seinem Tod das erbliche Amt des Marshals von England übergeben.

## Teilnahme an der Eroberung von Wales
Als Earl Marshal war er 1274 mit für die Krönungszeremonie von Eduard I. und Eleonore von Kastilien verantwortlich, dazu nahm er als Earl Marshal an allen Kriegen zur Eroberung von Wales durch König Eduard I. teil. Während des Ersten Feldzugs 1277 kämpfte er mit der englischen Hauptarmee in Nordwales und führte später eine Armeeabteilung bei Flint. Auch im Feldzug von 1282 gehörte er zunächst zur englischen Hauptarmee in Nordwales, wo er das Aufgebot des Feudalheers führte. Bei der Niederschlagung der Rebellion von Rhys ap Maredudd 1287 kam es zwischen ihm als Earl Marshal und dem Regenten Edmund of Cornwall zu einem Streit über die Befehlshoheit, bis der in Frankreich weilende König bestätigte, dass Bigods Status nicht in Frage gestellt sei, auch wenn er Befehle des Regenten annehmen würde. Bei der Niederschlagung des walisischen Aufstands von 1294 bis 1295 führte er zunächst Truppen in Südwales. Als der König dort Roger de Moels zum Marshal ernannte, protestierte Bigod gegen diese Ernennung, bis ihm der König bestätigte, dass auch diese Ernennung keinen Einfluss auf seinen Status hätte.

## Opposition gegen den König und die Krise von 1297

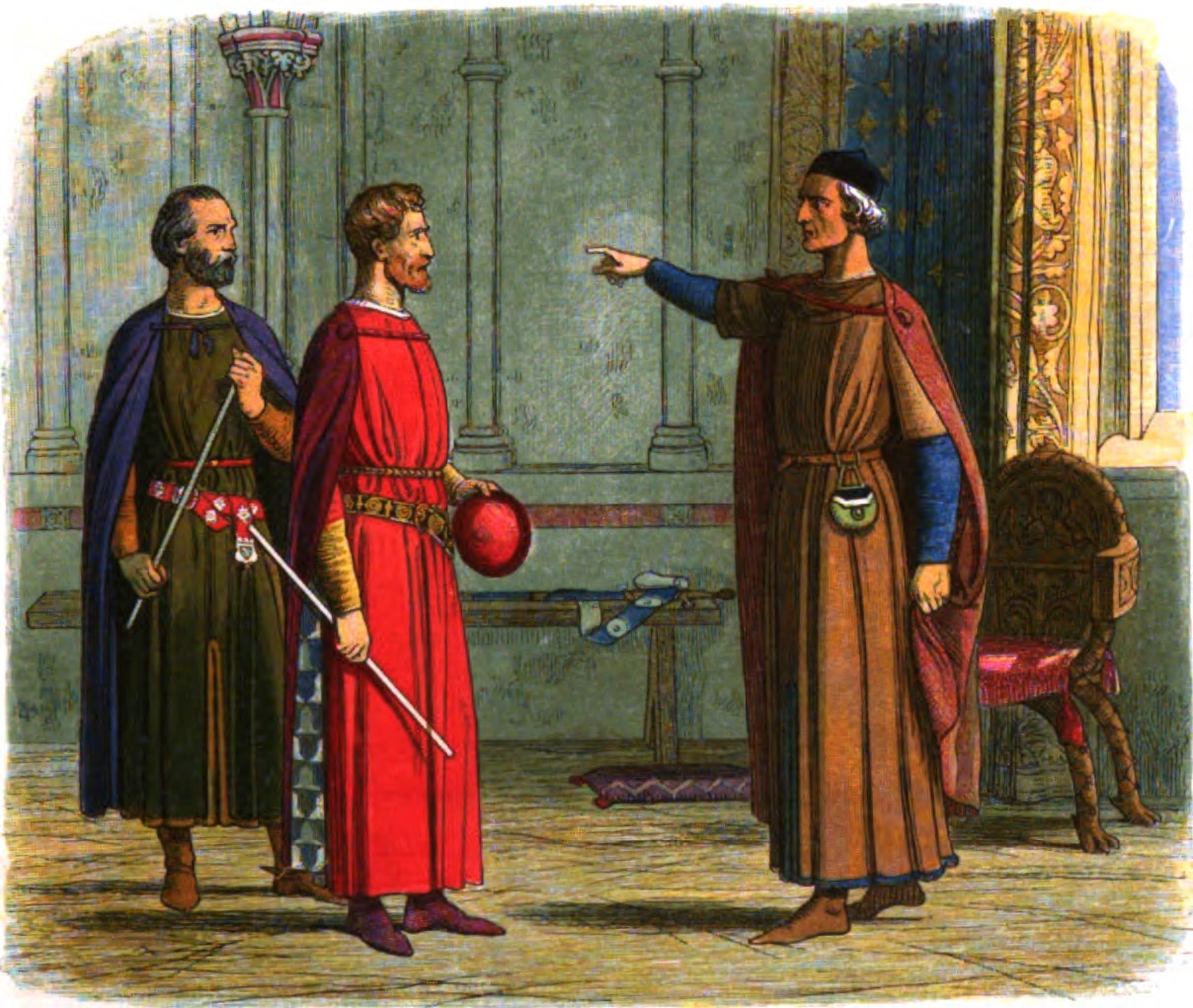
Eduard I. droht Bigod mit Hängen. Historisierende Darstellung von 1864

In den 1290er Jahren geriet Bigod in finanzielle Schwierigkeiten. Er war bei italienischen Bankiers verschuldet, dazu musste er 1291 einige seiner Güter an den König übergaben. Die Beziehungen zwischen ihm und dem König verschlechterten sich weiter, als das Schatzamt von ihm die Zahlung von lange fälligen Schulden verlangte. 1293 schuldete er dem König £ 2232, so dass Bigod gezwungen war, im Parlament um Schuldenerlass zu bitten. Das Parlament forderte schließlich von ihm die Rückzahlung von £ 1432, die er in Jahresraten von £ 100 zahlen sollte. Verärgert über seine Schulden und sich in seinem Rang verletzt fühlend, gehörte Bigod zu den Führern der Adelsopposition von 1297. Im Februar des Jahres kam es während des Parlaments in Salisbury zu einem offenen Streit zwischen einer Gruppe von Baronen und dem König. Während des Krieges mit Frankreich plante der König, Bigod mit Truppen in die Gascogne zu schicken, während er selbst eine Armee nach Flandern führen wollte. Als Bigod gegen diesen Plan Einwände erhob, soll der König ihm mit der Hinrichtung durch Hängen gedroht haben, dennoch zog Bigod nicht in die Gascogne. Als am 7. Juli in London das für die Feldzüge aufgebotene Feudalheer durch Bigod als Earl Marshal und durch Humphrey de Bohun, dem Constable, gemustert werden sollte, verweigerten die beiden Magnaten die Abnahme der Truppen, weil sie bemängelten, dass die Vasallen nicht nach der vorgeschriebenen Form einberufen worden waren. Daraufhin enthob der erzürnte König die beiden Magnaten ihrer Ämter. Die Opposition der Magnaten beschränkte sich jedoch nicht nur auf den Kriegsdienst. Am 22. August, als der König zu seinem Feldzug nach Flandern aufbrach, erschienen sie mit bewaffneten Gefolge beim königlichen Schatzmeister und protestierten gegen die ihrer Meinung nach willkürlich erhobene Steuer auf den achten Teil des beweglichen Besitzes. Erst durch die erneute Bestätigung der Magna Carta und der Forstcarta durch den Regentschaftsrat am 10. Oktober sowie die Anerkennung von weiteren Bedingungen der Barone in der Confirmatio cartarum wurde die Krise beigelegt. Der König bestätigte am 5. November in Flandern die vom Regentschaftsrat gemachten Zugeständnisse und begnadigte Bigod und die anderen Oppositionellen.

## Beteiligung an den Kriegen in Schottland
Ab 1291 war Bigod in den schottischen Thronfolgestreit involviert. Er gehörte dem Rat an, der von 1291 bis 1292 versuchte, eine Lösung der Thronfolge zu finden. Im Ersten Schottischen Unabhängigkeitskrieg nahm er 1296 am Feldzug des Königs nach Schottland teil. Als es in Schottland zum Aufstand unter William Wallace kam, war er 1297 gegen den gleichzeitigen Feldzug des Königs nach Flandern im Krieg gegen Frankreich. Zum Aufgebot, das Bigod in diesen Jahren stellen sollte, gehörten fünf Bannerherren, neun Ritter und etwa 20 Men-at-arms. Im Herbst 1297 erklärte er sich sogar bereit, mit 130 Reitern am Winterfeldzug nach Schottland teilzunehmen. Am Feldzug von 1298, der zum englischen Sieg bei Falkirk führte, nahm er jedoch nur nach der Zusicherung des Königs teil, dass er die Magna Carta beachten würde, und nach dem englischen Sieg fühlte er sich erneut benachteiligt und war über die Art und Weise verärgert, wie der König die eroberten Ländereien in Schottland vergab. 1299 forderte er erneut eine Bestätigung der Carta und musste dabei zu seiner Enttäuschung akzeptieren, dass der König seinen Forderungen auswich. Er nahm daraufhin an keinen weiteren Feldzügen nach Schottland mehr teil und übergab sein Amt als Earl Marshal an John Seagrave.

## Späteres Leben
Bigod war zweimal verheiratet gewesen, doch beide Ehen waren kinderlos geblieben. In erster Ehe hatte er 1271 Aline Basset, die Witwe von Hugh le Despenser geheiratet, sie starb 1281. In zweiter Ehe hatte er 1290 Alice (oder Alix), eine Tochter von Graf Johann II. von Holland, geheiratet.
1302 übergab Bigod sein Amt als Earl Marshal offiziell ab. Da seine Ehen kinderlos geblieben waren, übergab er seine Ländereien in diesem Jahr dem König, der sie ihm auf Lebenszeit zurückgab. Möglicherweise war dies gegen seinen Bruder John gerichtet, der Geistlicher war und auf diese Weise enterbt wurde. John hatte seinem Bruder in der Vergangenheit beträchtliche Summen Geld geliehen, hatte dabei aber immer auf prompte Rückzahlung bestanden. In einer weiteren Abmachung wurden ihm 1305 vom König alle Schulden erlassen. Er starb im folgenden Jahr, worauf seine Titel und seine Ländereien an die Krone fielen, wie es 1302 vereinbart worden war.

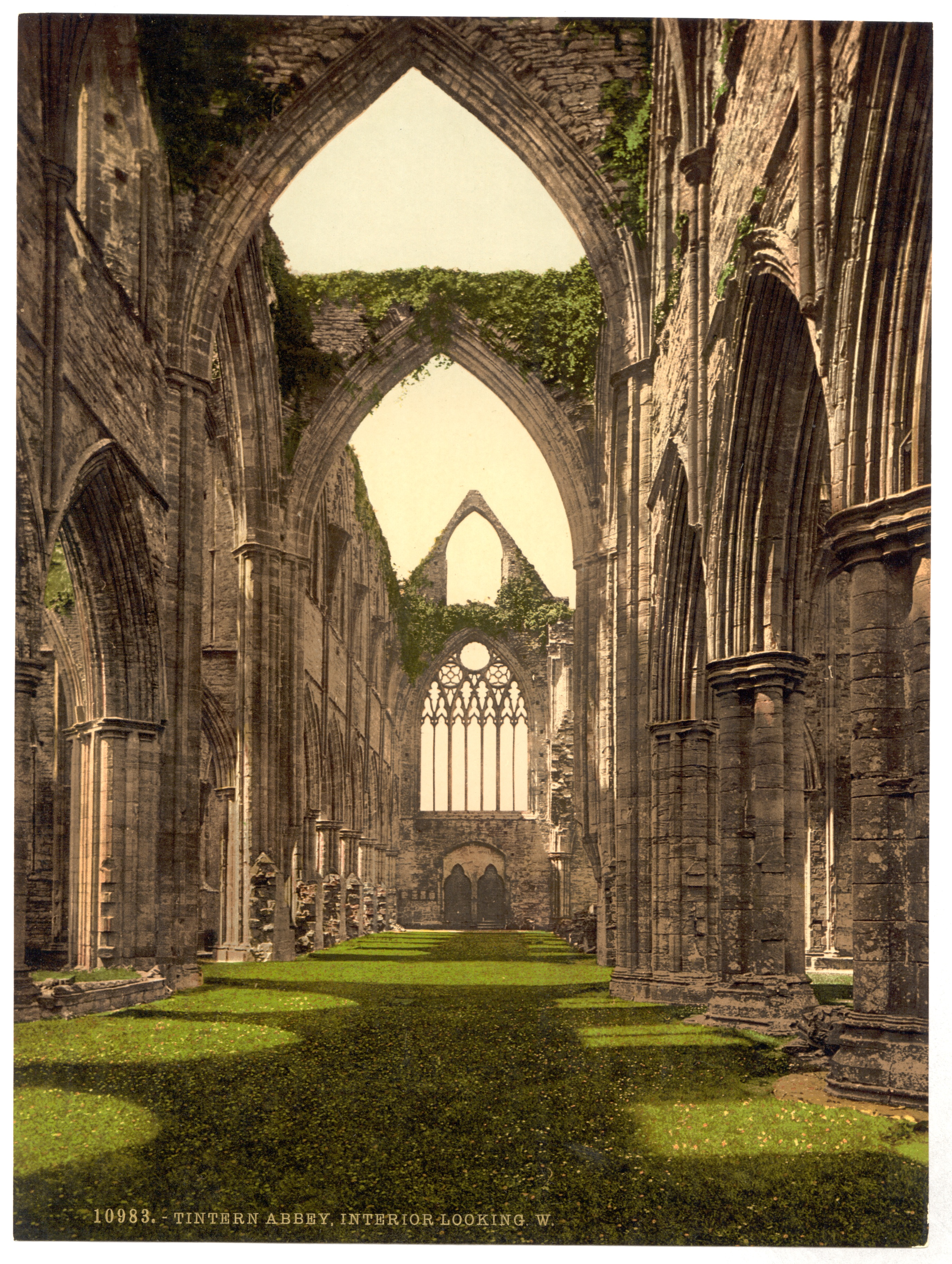
Die Ruine der dank Bigods Förderung neu errichteten Klosterkirche von Tintern Abbey in Südostwales

## Sonstiges
Bigod besaß in den Welsh Marches umfangreichen Grundbesitz, besonders die Herrschaft von Chepstow, dazu Ländereien in Norfolk sowie einträglichen Besitz in Irland. In Chepstow Castle ließ er das Torhaus sowie die Wohngebäude luxuriös ausbauen. Auch Bungay Castle in Suffolk ließ er ab 1294 ausbauen. Durch seine großzügige Förderung konnte die Kirche der walisischen Tintern Abbey neu errichtet werden, die um 1301 vollendet wurde.